# أدولف لوس
أدولف لوس (بالألمانية: Adolf Loos)‏ من أشهر المعماريين، توفي في فيينا في عام 1933 مهنتة مهندس معماري نمساوي الأصل، ويعتبر واحدا من رواد الهندسة المعمارية الحديثة. بعد دراسة في كلية العلوم التطبيقية درسدن (Dresden) لووس في 1893 سافر إلى الولايات المتحدة حيث أُعجب بالهندسة المعمارية الأمريكية. في عام 1896 استقر في فيينا وأصبح صديقا لبعض دعاه الفن الأوروبي الحديث مثل الصحافي، الكاتب والمفكر كارل كراوس; الموسيقار ارنولد شوينبيرج; الشاعر بيتر التينبرك وغيرهم.
في البداية انتمى كعضو في حركة الانفصال (Vienna Secession)، غير انه تركها في وقت مبكر عام 1898 لانه يعتبر انها ذات ذوق قد عفا عليه الزمن بالمقارنة مع الواقع المعاصر. ووفقا للووس الهندسة المعمارية لا بد ان تكون عملية وبالتالي لا يمكن أن تكون فن: ومن هنا كانت الحاجة إلى إلغاء على أي تزويق فني لا داعي له.

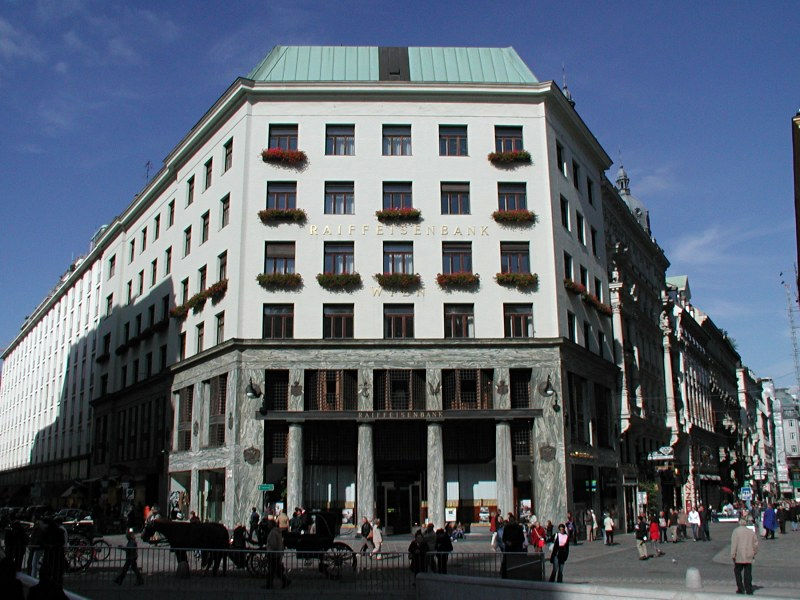
أحد أشهر مباني أدولف لوس في فيينا.

## أشهر أعماله
- Cafe Museum في فيينا 1899 م
- Steiner House في فيينا 1910
- Scheu House في فيينا 1913 م
- Rufer House في فيينا 1922 م

## روابط خارجية
- أدولف لوس على موقع الموسوعة البريطانية (الإنجليزية)
- أدولف لوس على موقع إن إن دي بي (الإنجليزية)